# Davidoff Swiss Indoors 2001
Davidoff Swiss Indoors 2001 — тенісний турнір, що проходив на кортах з твердим покриттям у місті Базель, Швейцарія з 22 жовтня . Належав до категорії ATP International Series, був турніром серії Swiss Indoors 2001 року.

## Фінальна частина

### Одиночний розряд
Тім Генман —  Роджер Федерер 6–3, 6–4, 6–2

### Парний розряд
Елліс Феррейра /  Рік Ліч —  Магеш Бгупаті /  Леандер Паес 7–6(7–3), 6–4